# Notiophilus aquaticus
Notiophilus aquaticus — вид жужелиці родини Carabidae. Зустрічається в Європі, Північній Азії та Північній Америці.